# Mark Karcher
Pour les articles homonymes, voir Karcher.
Mark Karcher, né le 22 novembre 1978, à Baltimore, au Maryland, est un ancien joueur de basket-ball américain. Il évolue durant sa carrière aux postes d'arrière et d'ailier.